# Ferdynand Arczyński

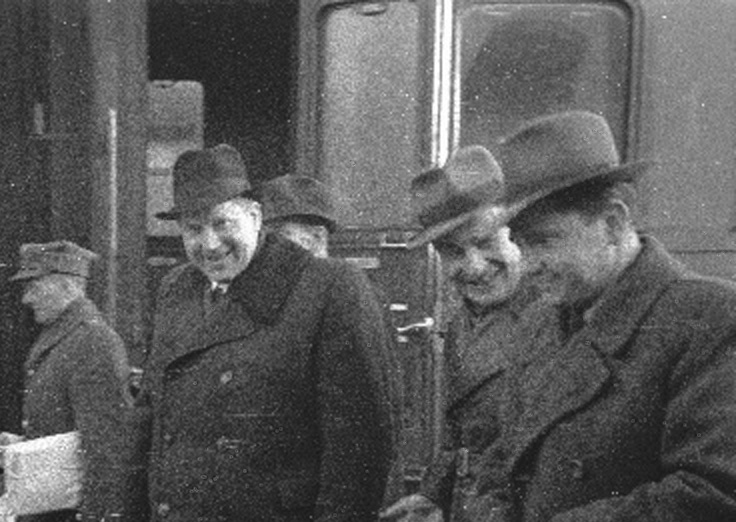
Arczyński (centre)

Ferdynand Marek Arczyński (né le 8 décembre 1900 à Cracovie et mort en février 1979 à Varsovie), membre du Parti démocrate, est l'un des fondateurs de Żegota (Commission d'Aide aux Juifs), une organisation clandestine faisant partie de la résistance polonaise qui opérait en Pologne durant l'occupation allemande entre 1942 et 1945.